# Горзов, Иван Петрович

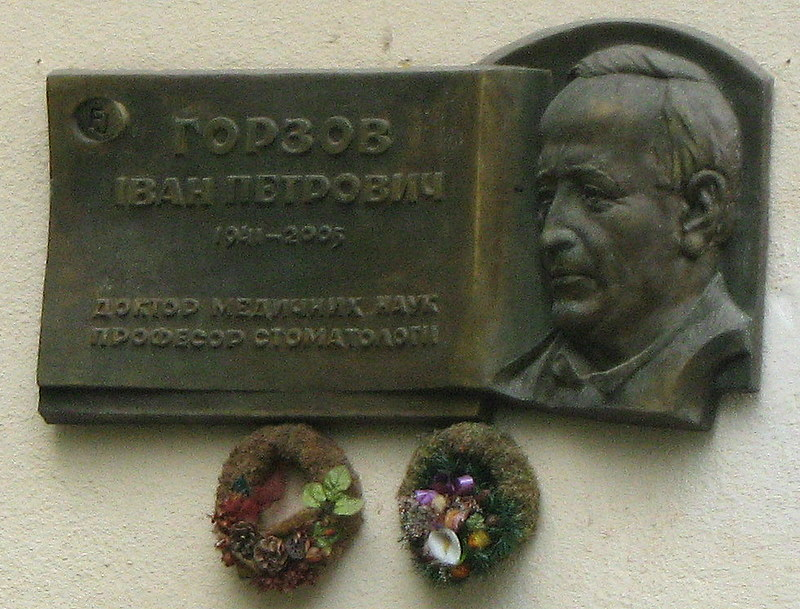
Мемориальная доска И. П. Горзова в Ужгороде

Иван Петрович Горзов (5 ноября 1941, Имстичово — 22 марта 2005, Ужгород) — советский украинский врач, профессор, доктор медицинских наук, главный хирург-стоматолог Закарпатской области.

## Биография
После учёбы в семилетней школе закончил Береговское медицинское училище, затем стоматологический факультет Львовского государственного медицинского института (ныне Львовский национальный медицинский университет имени Данила Галицкого).
Два года работал в столице Киргизии — г. Фрунзе.
С 1967 года — хирург-стоматолог Закарпатской областной клинической больницы. Окончил заочную аспирантуру при кафедре Одесского медицинского института. Кандидатскую степень защитил на тему «Клиника, лечение и профилактика осложнений затрудненного прорезывания нижнего зуба мудрости» (1975).
Работал на кафедре биохимии и фармакологии Ужгородского государственного университета (теперь Ужгородский национальный университет).
В 1991 г. защитил докторскую диссертацию на кафедре терапевтической стоматологии Киевского медицинского института им.акад. А. А. Богомольца на тему «Распространенность кариеса и его профилактика в условиях биогеохимического дефицита фтора и иода».

## Научная деятельность
Иван Горзов, проводил исследования проблемы дефицита микроэлементов йода и фтора в питании, что характерно для всех западных регионов Украины.
Занимался разработкой, клинико-экспериментальным обоснованием и внедрением комплексной системы массовой профилактики кариеса зубов у населения, проживающего в условиях природного дефицита фтора и иода в окружающей среде методом фторирования и йодирования соли на Солотвинском солевом руднике Закарпатья. Его исследования вызвали огромный резонанс в СССР, Швейцарии, Германии, Словакии, Венгрии и других странах.
Кроме того, И. Горзов занимался изучением воспалительных процессов, связанных с прорезыванием, так называемых, зубов мудрости.

## Память
- На доме в Ужгороде, где жил профессор И. П. Горзов, установлена мемориальная доска.